# Tadżykistan na Letnich Igrzyskach Olimpijskich 2012
Tadżykistan na Letnich Igrzyskach Olimpijskich 2012 reprezentowało 16 zawodników: 13 mężczyzn i trzy kobiety. Zdobyli oni jeden brązowy medal, zajmując 79. miejsce w klasyfikacji medalowej.
Był to piąty start reprezentacji Tadżykistanu na letnich igrzyskach olimpijskich.

## Zdobyte medale
| Medal | Zawodnik          | Dyscyplina | Konkurencja       | Rezultat                                           |
| ----- | ----------------- | ---------- | ----------------- | -------------------------------------------------- |
| Brąz  | Mawzuna Czorijewa | Boks       | waga lekka kobiet | w półfinale przegrała z Irlandką Katie Taylor 9:17 |

## Skład kadry

### Boks
Mężczyźni
| Zawodnik          | Konkurencja | 1/16                      | 1/8                 | Ćwierćfinał      | Półfinał         | Finał            | Finał   |
| Zawodnik          | Konkurencja | Przeciwnik Wynik          | Przeciwnik Wynik    | Przeciwnik Wynik | Przeciwnik Wynik | Przeciwnik Wynik | Miejsce |
| ----------------- | ----------- | ------------------------- | ------------------- | ---------------- | ---------------- | ---------------- | ------- |
| Anwar Junusow     | 56 kg       |                           | Óscar Valdez P 7-13 | Nie awansował    | Nie awansował    | Nie awansował    | 9.      |
| Sobirdżon Nazarow | 75 kg       | Mujandjae Kasuto P 8-11   | Nie awansował       | Nie awansował    | Nie awansował    | Nie awansował    | 17.     |
| Dżahon Kurbonow   | 81 kg       | Yahia El-Mekachari P 8-16 | Nie awansowała      | Nie awansowała   | Nie awansowała   | Nie awansowała   | 17.     |

Kobiety
| Zawodnik          | Konkurencja | 1/8              | Ćwierćfinał       | Półfinał            | Finał            | Finał   |
| Zawodnik          | Konkurencja | Przeciwnik Wynik | Przeciwnik Wynik  | Przeciwnik Wynik    | Przeciwnik Wynik | Miejsce |
| ----------------- | ----------- | ---------------- | ----------------- | ------------------- | ---------------- | ------- |
| Mawzuna Czorijewa | 60 kg       |                  | Dong Cheng W 13-8 | Katie Taylor P 9-17 | Nie awansowała   | brąz    |

### Judo
Mężczyźni
| Zawodnik       | Konkurencja | 1/32             | 1/16                        | 1/8                              | Ćwierćfinał             | Półfinał         | Pierwsza runda repasaży | Półfinał repasaży | Finał            | Finał   |
| Zawodnik       | Konkurencja | Przeciwnik Wynik | Przeciwnik Wynik            | Przeciwnik Wynik                 | Przeciwnik Wynik        | Przeciwnik Wynik | Przeciwnik Wynik        | Przeciwnik Wynik  | Przeciwnik Wynik | Pozycja |
| -------------- | ----------- | ---------------- | --------------------------- | -------------------------------- | ----------------------- | ---------------- | ----------------------- | ----------------- | ---------------- | ------- |
| Rasul Bokijew  | - 73 kg     |                  | Daniel Williams W 1001-0000 | Navroʻz Joʻraqobilov W 1001-0001 | Riki Nakaya P 0002-0011 | Nie awansował    | Ugo Legrand P 0002-0010 | Nie awansował     | Nie awansował    | 7.      |
| Parwiz Sobirow | - 90 kg     |                  | Robert Meloni P 0013-0101   | Nie awansował                    | Nie awansował           | Nie awansował    | Nie awansował           | Nie awansował     | Nie awansował    | 17.     |

### Lekkoatletyka
Mężczyźni
Konkurencje techniczne
| Zawodnik        | Konkurencja | Kwalifikacje | Kwalifikacje | Finał | Finał   |
| Zawodnik        | Konkurencja | Wynik        | Miejsce      | Wynik | Miejsce |
| --------------- | ----------- | ------------ | ------------ | ----- | ------- |
| Dilszod Nazarow | rzut młotem | 75,91        | 8.           | 73,80 | 10.     |

Kobiety
Konkurencje biegowe
| Zawodnik              | Konkurencja | Eliminacje | Eliminacje | Półfinał       | Półfinał       | Finał          | Finał          |
| Zawodnik              | Konkurencja | Wynik      | Miejsce    | Wynik          | Miejsce        | Wynik          | Miejsce        |
| --------------------- | ----------- | ---------- | ---------- | -------------- | -------------- | -------------- | -------------- |
| Władisława Owczarenko | 200 m       | 24,39      | 9.         | Nie awansowała | Nie awansowała | Nie awansowała | Nie awansowała |

### Pływanie
Kobiety
| Zawodniczka        | Konkurencja  | Eliminacje | Eliminacje | Półfinał       | Półfinał       | Finał          | Finał          |
| Zawodniczka        | Konkurencja  | Czas       | Miejsce    | Czas           | Miejsce        | Czas           | Miejsce        |
| ------------------ | ------------ | ---------- | ---------- | -------------- | -------------- | -------------- | -------------- |
| Katerina Izmajlowa | 50m dowolnym | 31,27      | 60.        | Nie awansowała | Nie awansowała | Nie awansowała | Nie awansowała |

### Strzelectwo
Mężczyźni
| Zawodnik         | Konkurencja | Kwalifikacje | Kwalifikacje | Finał         | Finał         |
| Zawodnik         | Konkurencja | Wynik        | Pozycja      | Wynik         | Pozycja       |
| ---------------- | ----------- | ------------ | ------------ | ------------- | ------------- |
| Siergiej Babikow | ppn 60      | 562          | 44.          | Nie awansował | Nie awansował |

### Taekwondo
Mężczyźni
| Zawodnik       | Konkurencja | 1/8                   | Ćwierćfinał      | Półfinał         | Repesaż 1        | Repesaż 2        | Finał            | Finał   |
| Zawodnik       | Konkurencja | Przeciwnik Wynik      | Przeciwnik Wynik | Przeciwnik Wynik | Przeciwnik Wynik | Przeciwnik Wynik | Przeciwnik Wynik | Pozycja |
| -------------- | ----------- | --------------------- | ---------------- | ---------------- | ---------------- | ---------------- | ---------------- | ------- |
| Farhod Nematow | -80 kg      | Lutalo Muhammad P 1-7 | Nie awansował    | Nie awansował    | Nie awansował    | Nie awansował    | Nie awansował    | 11.     |
| Aliszer Gulow  | +80 kg      | Carlo Molfetta P 3-7  | Nie awansował    | Nie awansował    | Liu Xiaobo P 1-6 | Nie awansował    |                  | 7.      |

### Zapasy
Mężczyźni – styl wolny
| Zawodnik          | Konkurencja | Kwalifikacje                  | 1/8                     | Ćwierćfinał      | Półfinał         | Repesaż 1             | Repesaż 2        | Finał            | Finał   |
| Zawodnik          | Konkurencja | Przeciwnik Wynik              | Przeciwnik Wynik        | Przeciwnik Wynik | Przeciwnik Wynik | Przeciwnik Wynik      | Przeciwnik Wynik | Przeciwnik Wynik | Pozycja |
| ----------------- | ----------- | ----------------------------- | ----------------------- | ---------------- | ---------------- | --------------------- | ---------------- | ---------------- | ------- |
| Nikołaj Nojew     | -55 kg      | Radosław Welikow P 0-2        | Nie awansował           | Nie awansował    | Nie awansował    | Nie awansował         | Nie awansował    | Nie awansował    | 18.     |
| Zalimchan Jusupow | -66 kg      | Ałan Gogajew W 2-0            | Haisian Garcia P 2-4    | Nie awansował    | Nie awansował    | Nie awansował         | Nie awansował    | Nie awansował    | 11.     |
| Jusuf Abdusalomow | -84 kg      | Gadżimurad Nurmagomedow P 3-4 | Nie awansował           | Nie awansował    | Nie awansował    | Nie awansował         | Nie awansował    | Nie awansował    | 15.     |
| Rustam Iskandari  | -96 kg      |                               | Wałerij Andrijcew P 1-6 | Nie awansował    | Nie awansował    | Chetag Goziumow P 1-6 | Nie awansował    |                  | 12.     |